# Saint-Ferréol-Trente-Pas
Saint-Ferréol-Trente-Pas è un comune francese di 237 abitanti situato nel dipartimento della Drôme della regione dell'Alvernia-Rodano-Alpi.

## Società

### Evoluzione demografica
Abitanti censiti